# Henry Worsley
Alastair Edward Henry Worsley MBE (Londres, Anglaterra, 4 d'octubre de 1960 - Punta Arenas, Xile, 24 de gener de 2016) va ser un militar i explorador britànic. Va prendre part en la reeixida expedició de 2009 que va seguir els passos d'Ernest Shackleton a l'Antàrtida.
Va emmalaltir greument per l'esforç realitzat mentre intentava completar la primera travessia completa en solitari i sense ajuda al continent antàrtic.

## Vida i carrera
Era fill únic del general Sir Richard Worsley GCB OBE (1923-2013) i de la seva primera dona, Sarah Anne "Sally", la filla major del brigadier J. A. H. Mitchell, de l'ambaixada britànica a París. Era parent llunyà de Frank Worsley, capità del vaixell Endurance de l'explorador Ernest Shackleton, i des de la infantesa va mostrar un gran interès per l'exploració de l'Antàrtida de començaments del segle xx.
Va ser soldat de l'Exèrcit britànic durant 36 anys. En 2001 va dirigir l'Operació Veritas a Afganistan. També va ser destinat a Irlanda del Nord, Bòsnia i Kosovo. Li va ser concedit el MBE el 1993 pels seus serveis a Irlanda del Nord i en 2002 va rebre un reconeixement de la reina pels seus serveis en Iugoslàvia en 2001. Es va retirar de l'Exèrcit a l'octubre de 2015.

## Expedicions antàrtiques
En 2008 va dirigir una expedició per iniciar una ruta a través de les Muntanyes Transantàrtiques, arribant a 156 km del pol Sud. L'expedició va commemorar el centenari de l'Expedició Nimrod de Shackleton. Va tornar a l'Antàrtida en 2011, dirigint un equip de sis integrants que van recrear el reeixit viatge de Roald Amundsen el 1912, al llarg de 1400 km, per commemorar el seu centenari. En completar la ruta, es va convertir en la primera persona a aconseguir recórrer les tres rutes de Shackleton, Amundsen i Robert Falcon Scott.

### Expedició final
La intenció de Worsley era seguir l'esperit del seu heroi, Shackleton, i abans de començar el viatge va reunir més de 100 000 lliures per l'Endeavour Fund. El patró de l'expedició era el príncep Guillem de Cambridge. En contrast a l'encreuament solitari de 1997 realitzat per Børge Ousland, Worsley va viatjar sense un cometa per ajudar a tirar el seu trineu.
Worsley va cobrir 1469 km en 69 dies, i solament li restaven 48 km per finalitzar. No obstant això, va haver de passar els dies 70 i 71 en la seva tenda, sofrint d'esgotament i deshidratació severa. Finalment es va comunicar per ràdio per demanar ajuda i va ser transportat en avió a Punta Arenas (Xile), on li van diagnosticar una peritonitis, i va morir per una fallada orgànica en la Clínica Magallanes.

## Família
Worsley va viure a Fulham, Londres. Es va casar el 20 de febrer de 1993 a l'església de Santa María en Chilham, Canterbury, Kent, amb Joanna, filla d'Andrew Stainton, amb qui va tenir dos fills.

## Obres
- In Shackleton's Footsteps: A Return To The Heart Of The Antarctic. Lyons Press, 2011. ISBN  978-0-762-77763-1